# Fimbristylis pierotii
Fimbristylis pierotii är en halvgräsart som beskrevs av Friedrich Anton Wilhelm Miquel. Fimbristylis pierotii ingår i släktet Fimbristylis och familjen halvgräs. Inga underarter finns listade i Catalogue of Life.